# Szczytniki Czerniejewskie
Szczytniki Czerniejewskie – wieś w Polsce położona w województwie wielkopolskim, w powiecie gnieźnieńskim, w gminie Czerniejewo.
W latach 1975–1998 miejscowość administracyjnie należała do województwa poznańskiego.
Najstarsza wzmianka pochodzi z 1311, kiedy Niemir, właściciel Szczytnik, sprzedał część swoich własności klasztorowi w Lądzie. Pod koniec XIV w. właścicielami wsi byli Szczytnicy. W 1412 i 1418 proboszcz z Marzenina procesował się z dziedzicem Szczytnik o dziesięcinę. W latach 80. XIX w. mieszkańcy tej miejscowości zajmowali się hodowlą bydła holenderskiego i oldenbruskiego. We wsi zachował się XIX-wieczny dworek.